# Doxey, Mexiko
Doxey är en ort i Mexiko. Den ligger i kommunen Tlaxcoapan och delstaten Hidalgo, i den sydöstra delen av landet, 70 km norr om huvudstaden Mexico City. Doxey ligger 2 081 meter över havet och antalet invånare är 6 339.
Terrängen runt Doxey är platt åt nordväst, men åt sydost är den kuperad. Runt Doxey är det tätbefolkat, med 683 invånare per kvadratkilometer. Närmaste större samhälle är Tula de Allende, 11,4 km väster om Doxey. Omgivningarna runt Doxey är en mosaik av jordbruksmark och naturlig växtlighet.